# Икод де лос Винос
Икод де лос Винос (шп. Icod de los Vinos) град је у Шпанији у аутономној заједници Канарска Острва у покрајини Санта Круз де Тенерифе. Према процени из 2017. у граду је живело 22 913 становника.

## Становништво
Према процени, у граду је 2017. живело 22 913 становника.
| 2017.  |
| ------ |
| 22 913 |